# Leisure Suit Larry II: Goes Looking for Love (in Several Wrong Places)
Leisure Suit Larry II: Goes Looking for Love (in Several Wrong Places) (litt.: Leisure Suit Larry Part à la Recherche de l'Amour (dans Plusieurs Mauvais Endroits)) est un jeu vidéo d'aventure de Sierra On-Line sorti en 1988. C'est le second volet de la série des Leisure Suit Larry.

## Synopsis
Larry ne vit pas une bonne relation avec Eve. Se faisant rejeter par elle, il décide de repartir de nouveau en quête de l'amour. Il se retrouve finalement sélectionné pour un jeu télévisé, en croisière puis perdu sur une île tropicale confronté au Dr. Nonookee.

## Accueil
- Adventure Gamers : 3,5/5[1]